# Susana Antón
Susana Antón, née le 19 août 1947, est une compositrice et enseignante argentine.

## Biographie
Susana Antón nait le 19 août 1947 à Mendoza. 
Elle étudie à l'école de musique de l'Université nationale de Cuyo avec comme professeurs Miguel Francese et Elifio Rosáenz (es). Elle a également étudié avec Jorge Fontenla et Eduardo Tejeda et a suivi des cours de musique électronique avec Francisco Kröpfl (en). 
Au cours de sa carrière, elle a enseigné à l'Université nationale de Cuyo et à l'Université nationale de San Juan (es). 

## Œuvres
C'est une compositrice prolifique. Son univers compositionnel comprend des œuvres d'avant-garde, atonales, sérielles et électroniques. Elle a composé de la musique de chambre pour piano (plusieurs ont été enregistrées sur l'album « Senderos »), de la musique symphonique, pour chœur, chœur mixte, pour voix et piano, guitare, violon, piano, piano à quatre mains, deux pianos, des œuvres électroacoustiques (pour Lars Nilsson), des chansons pour enfants (basées sur des textes du livre « Meñique », d'Urbano Amílcar Sosa) et même une pièce avec des textes de Jorge Sosa. Nombre d'entre elles sont jouées dans le pays, au Chili, à Cuba, aux États-Unis et en Europe.
- El cíclope, 1972-1973, pour narrateur, chœur et orchestre
- Paradigma, 1973, pour orchestre
- Carnaval, 1976, pour orchestre
- Vanidad, 1979-1980, pour chœur mixte et orchestre de chambre
- Canciones, sur des poésies de Juan Ramón Jiménez
- Itinerario del vino, sur des textes d'Alberto San Martín
- Occidión, pour chœur mixte, piano et sons synthétisés
- Dúo para clarinete y piano, commande de Sebastián Benenatti, clarinettiste soliste de l'Orquesta Sinfónica de la UNCuyo

## Récompenses
- concours national de composition Sadaic 2013 pour la musique symphonique, de chambre et électroacoustique
- prix José María Castro pour Dúo para clarinete y piano